# Рагимов, Азад Ариф оглы
Азад Ариф оглы Рагимов (азерб. Azad Arif oğlu Rəhimov; 8 октября 1964, Баку — 30 апреля 2021, Нью-Йорк, Нью-Йорк) — азербайджанский государственный деятель, министр молодёжи и спорта Азербайджана.

## Биография
Окончил среднюю школу № 134 г. Баку.
В 1986 году окончил факультет английского языка Азербайджанского педагогического института иностранных языков. 
В 1986—1987 годах — в рядах Советской армии. В 1987—1990 годах — секретарь, первый секретарь Хатаинского районного комитета ЛКСМ Азербайджана г. Баку.
В 1990—1993 годах — председатель Комитета молодежных организаций Азербайджана.
С 1998 года по 2006 год — генеральный директор акционерного общества «Италдизайн».
С 2006 года — министр молодёжи и спорта Азербайджана, одновременно — вице-президент Национального олимпийского комитета Азербайджана.
Скончался 30 апреля 2021 года в Нью-Йорке, США. Похоронен в Баку на II Аллее почетного захоронения.

## Награды
- Орден «Слава» (Азербайджан) (29 июня 2015 года) — за высокие достижения на I Европейских играх и большие заслуги в развитии спорта в Азербайджане[4]
- Орден «За службу Отечеству» 1-й степени (24 июля 2019 года) — за плодотворную деятельность в области работы с молодёжью, заслуги в развитии физической культуры и спорта в Азербайджане[5]
- Юбилейная медаль Азербайджанского добровольного военно-патриотического технического спортивного общества (2008 год)[6]
- Олимпийский орден (2014 год, Национальный олимпийский комитет Азербайджана)[7]